# Fritz Kraemer
Fritz Kraemer (ur. 12 grudnia 1900 w Szczecinie, zm. 23 czerwca 1959) – oficer Waffen-SS (w stopniu SS-Brigadeführera) i Wehrmachtu. Podczas II wojny światowej Kraemer służył początkowo w 13. Dywizji Piechoty. Dowódca 1. Dywizji Pancernej SS "Leibstandarte Adolf Hitler" i 12 Dywizji Pancernej SS "Hitlerjugend". Kawaler Krzyża Rycerskiego.